# Et la lumière fut
Et la lumière fut és una pel·lícula francesa-germano-italiana, dirigida pel georgià Otar Iosseliani, estrenada el 1989.

## Argument
La pel·lícula explica la crònica d'un poble africà amenaçat per la desforestació en un estil gairebé documental. De graciós, el to es torna més greu a mesura que les aventures, de vegades vorejant el surrealisme, donen pas a problemes més dramàtics, com una crisi matrimonial o la destrucció definitiva de les barraques. No obstant això, Iosseliani manté com sempre el seu esperit sarcàstic, apareixent al final com un turista observant el poble desert des de la distància.

## Repartiment
- Sigalon Sagna : Badinia
- Saly Badji : Okonoro
- Binta Cissé : Mzezve
- Marie-Christine Dieme : Lazra
- Fatou Seydi : Kotoko
- Alpha Sane : Yere
- Abdou Sane : Bouloude
- Souleimane Sagna : Soutoura
- Marie-Solange Badiane : Djou
- Moussa Sagna : Lade
- Ouissman Vieux Sagna : Gagou
- Salif Kambo Sagna : Noukoume
- Fatou Mounko Sagna : Femme de Yere
- Oswalda Olivera : Sedou
- Bouba Sagna : Chatoutou
- Sadio Sagna
- Fatoumata Sagna
- Philippe Maillet
- Fatou Sane
- Burama Sane
- Gnima Sane
- Fatou Ayeme Sagna
- Yacine Ami Sagna
- Charlotte Badiane
- Awa Sagna
- Mustapha Badiane
- Elie Joseph Dieme
- Talibo Sagna
- Omar Diatabo Sagna
- Malamine Sana
- Ibrahim Badiane
- Aliou Sagna
- Abdu Rahman Sane
- Sana Sagna

## Crítiques
| « | Un poble africà. Immanència d'una cultura mil·lenària, tant en actes d'utilitat, construcció d'un sostre, enviant als treballadors del camp un àpat de migdia en una gran carbassa que baixa el riu, com en pràctiques més imaginàries, entre d'altres per anomenar aigua de pluja. En aquest poble africà, una intersecció, una interdependència de la vida real i la poesia antiga, d'una faula imaginada. Però com si la faula fos més aviat una manera més sensible, més delicada de realitzar els actes necessaris. Com a contrapunt a la vida d'aquest poble, apareix el segon protagonista de la pel·lícula: les empreses fustereres que ara són omnipresents a l'Àfrica. Empreses europees en la majoria dels casos. Aquestes empreses estan deforestant l'Àfrica. El teixit de la pel·lícula no és cru, ni naturalista. A l'Àfrica com a la seva Geòrgia natal, Otar Iosseliani es posa en simbiosi amb l'"esperit" del país. Et la lumière fut és una paràbola, no una observació. La dignitat i la qualitat de la vida humana, animal i vegetal, que s'està deteriorant. Elegància de l'ànima i consternació, riure dels contes i el patiment de la servitud. | » |

## Premis
La pel·lícula va guanyar el Gran Premi Especial del Jurat a la 46a Mostra Internacional de Cinema de Venècia.